# Yūya Horihata
Yūya Horihata (堀畑 裕也, Horihata Yūya), né le 30 juillet 1990 à Nagoya (préfecture d'Aichi), est un nageur japonais, spécialiste des 4 nages.

## Palmarès

### Jeux olympiques
- Jeux olympiques de 2012 à Londres ( Royaume-Uni) :
  - 6e sur 400 m 4 nages

### Championnat du monde
Grand bassin
- Championnats du monde 2011 à Shanghai ( Chine) :
  -  Médaille de bronze sur 400 m 4 nages

### Jeux asiatiques
- Jeux asiatiques de 2010 à Guangzhou ( Chine) :
  -  Médaille d'or sur 200 m 4 nages
  -  Médaille de bronze sur 400 m 4 nages